# 麦孔·道格拉斯·西塞南多
麦孔·道格拉斯·西塞南多（Maicon Douglas Sisenando，1981年7月26日—），通常稱為麦孔（Maicon），巴西足球運動員，擔任右後衛。麥孔的技術出眾，攻守兼備且跑動勤奮，巔峰時期被公認為當時世界第一右邊後衛。
麥孔的父母最初想為孩子取名為「米高」（Michael），但在身份登記時卻被職員誤作「麦孔」。

## 足球事業
麦孔出身於巴西球會高士路，在2001年開始成為一隊球員，在2003年助球會贏得幾項冠軍，亦入選了巴西國家隊。2004年，麦孔出國效力法甲的摩納哥。2004年6月，曼聯曾希望簽下麦孔，但由於未能申請工作證而取消。
2006年7月，國際米蘭官方宣佈以600万欧元的身价簽下麦孔，合約為期5年，同時被簽下的還有另一位巴西後衛马克斯维尔和法國中場達葛治。麦孔在国际米兰的表现非常出色，攻守兼备，因此曼联、皇家马德里等球队都有意引进麦孔。但2009年11月，麦孔宣布和国际米兰续约到2014年。
麦孔在2009-10的球季可說是大熟大勇，暫時為國際米蘭貢獻六個聯賽入球，其中於第26周對烏甸尼斯的時候射入一球世界波。當時他、潘德夫和米利托之間一次巧妙的短傳配合，最後由潘德夫送出過頂球造就極速後上的麦孔窩利抽射中楣而入，成為第26周其中一個最精彩的入球。此外他亦於第34周對陣祖雲達斯時在禁區頂球不著地連控三下避開阿馬利後窩利彈射死角入網，成為他本季另一代表作。
2012年8月，曼城以400萬歐元簽下麦孔。

## 國家隊
馬干於2003年首度入選巴西國家足球隊參加美洲金盃，現時已是巴西隊的主力球員。 2007年7月10日對烏拉圭的美洲國家盃半準決賽射入一球。
2010年世界盃足球賽決賽週G組小组赛对北韓的比赛中，馬干被评为全场最佳的球員。他在第55分鐘在接近0角度下第一時間大力抽射破網，協助巴西最終2-1勝朝鮮。
2010年世界杯和巴西队一起止步八强。

## 榮譽

### 球會
- 巴西全國聯賽冠軍：2003年
- 巴西盃冠軍：2003年
- 意大利甲組聯賽冠軍：2005/2006、2006/2007、2007/2008、2008/2009、2009/2010
- 意大利盃冠軍﹕2009/2010、2010/2011
- 意大利超級盃：2006/2007、2008/2009
- 歐洲聯賽冠軍盃冠軍 2009/2010

### 國際賽
- 2004年美洲國家盃冠軍
- 2005年洲際國家盃冠軍
- 2007年美洲國家盃冠軍

## 外部連結
- UEFA.com（页面存档备份，存于）馬干資料